# Lithocharis ochracea
Lithocharis ochracea är en skalbaggsart som beskrevs av Johann Ludwig Christian Gravenhorst 1802. Lithocharis ochracea ingår i släktet Lithocharis och familjen kortvingar. Arten är reproducerande i Sverige. Inga underarter finns listade i Catalogue of Life.